# Horstead
Horstead ist ein rund 1.200 Einwohner zählender Ort in der englischen Grafschaft Norfolk, dessen traditionelle Bezeichnung als Gemeinde (Civil parish) Horstead with Stanninghall lautet. Der Ort wird als „Tor zu den Norfolk Broads“ („The Gateway of The Broads“) bezeichnet.

## Geschichte
Horstead und Stanninghall sind im Domesday Book aus dem Jahr 1086 als Besitztümer des Königs genannt. Die Namen der Dörfer stammen aus dem Altenglischen: Horstead bedeutet „Ort, an dem Pferde gehalten werden“ und Stanninghall „Winkel von Stans Leuten“. Die Siedlung Stanninghall wurde im Mittelalter aufgegeben; nur die Ruine des Turms der Kirche aus dem 13. Jahrhundert ist noch zu erkennen.
Die frühesten archäologischen Funde in dem Gebiet der Gemeinde bestehen aus neolithischen Axtköpfen und Feuersteinwerkzeugen. Später tauchten bronzezeitliche Axtköpfe aus einer Kupferlegierung und ein Beil sowie Töpfe auf.
Eine aus Feuerstein und Mörtel bestehende Wand eines römischen Gebäudes wurde zusammen mit römischen Münzen gefunden. Zwei römische Broschen stammen aus dem 1. Jahrhundert und dem 2. Jahrhundert.
Die Ruine des Turms der Kirche von Stanninghall aus dem 13. Jahrhundert ist das einzige Überbleibsel des seinerzeit blühenden Dorfes. Die All Saints Kirche in Horstead hat einen Turm aus dem 13. Jahrhundert. Der Rest des Gebäudes stammt größtenteils aus einem Umbau von 1879. Einige Elemente aus dem 14. und 15. Jahrhundert wurden bei der Restaurierung wiederverwendet. In Horstead sind mehrere nachmittelalterliche Gebäude erhalten. Die Mayton Bridge wurde 1630 erbaut. 

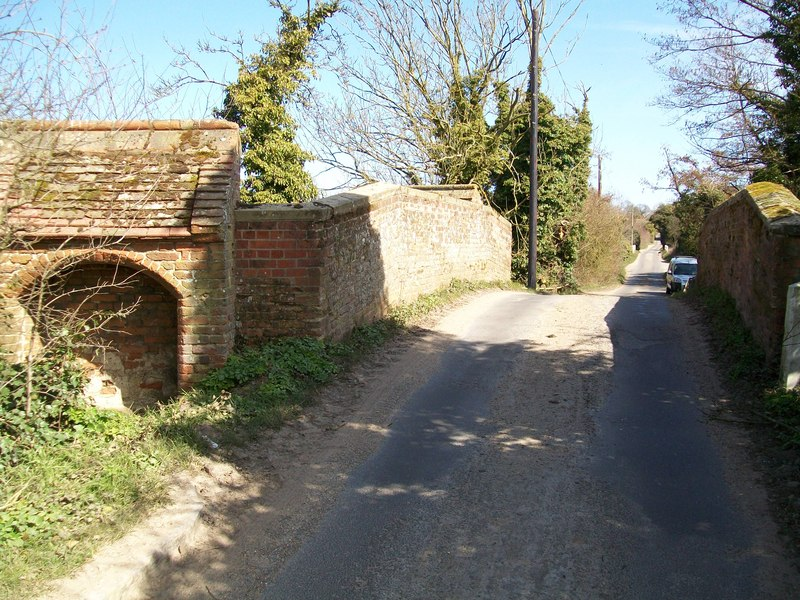
Mayton Old Bridge

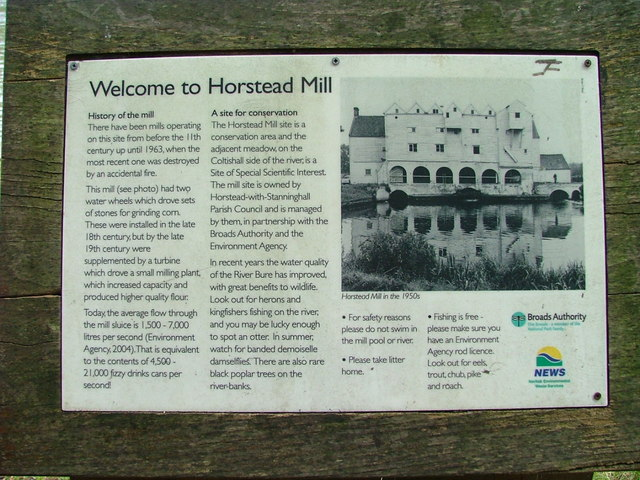
Horstead Mill Informationstafel

Die Wassermühle von Horstead stammt aus dem späten 18. Jahrhundert. Das Gebäude brannte im Jahr 1963 nieder und blieb eine Ruine. Im Jahr 1775 wurde ein Schifffahrtskanal zum Bure gebaut, dem Transport von Gütern diente. Er wurde im Jahr 1928 geschlossen.
Ein militärisches Flugfeld des Army Air Corps aus dem Ersten Weltkrieg und zwei recht seltene Bunker aus dem Zweiten Weltkrieg befinden sich bei Horstead.

## Lage und Beschreibung
Die Gemeinde Horstead with Stanninghall liegt rund 8 Kilometer nordnordöstlich der Stadt Norwich. Sie hat eine Fläche von rund 12 Quadratkilometern, von denen 93 Prozent Grünflächen sind. Die Nordgrenze der Gemeinde wird durch den Fluss Bure gebildet. Das Zentrum der Gemeinde ist das Dorf Horstead, in dem der größte Teil der Einwohner der Gemeinde lebt.
Zu der Gemeinde gehören auch die Weiler Stanninghall, Heggatt, Largate und Mayton. Außerdem gibt es Wohnhäuser an der Hall Lane an der Grenze zu Crostwick. Die Orte Horstead und Coltishall sind durch eine Brücke über den Fluss Bure miteinander verbunden. Die Gemeinde wird von Norden nach Süden durch die kleine Landstraße B1150, die eine wichtige Pendlerroute von und nach Norwich ist, begrenzt.
Die Gemeinde liegt am Rand der Norfolk Broads, wobei die Grenze der Schifffahrt auf dem Bure stromabwärts der Orte Horstead und Coltishall liegt.
Stanninghall ist noch die Bezeichnung für einen Bauernhof, der rund 3 Kilometer südlich von Horstead liegt.

### Horstead Mill
Die Wassermühle von Horstead war die letzte Mühle am Bure und zugleich eine der größten und bekanntesten Mühlen in Norfolk. Mehrere Hundert Jahre hatte es in Horstead zwei Mühlen gegeben, wobei die zweite um das Jahr 1700 ihren Betrieb einstellte.
Der Standort wurde im Domesday Book erwähnt und die Mühle gehörte zu dem Benediktinerkloster St Benet’s. Als König Heinrich VIII. das Kloster auflöste, schenkte er es dem King’s College Cambridge. Die Mühle blieb über die Jahrhunderte hinweg im Besitz des King’s College, bis sie 1910 von privater Seite gekauft wurde. Im Jahr 1789 war das Gebäude der Mühle erneuert worden.
Anfang des 20. Jahrhunderts stellte die Mühle das Mahlen von Getreide zu Mehl ein. Nach dem Ausfall von Mühlen in Norwich wurde jedoch 1915 erneut bis zum Ende des Ersten Weltkriegs Mais gemahlen. Dann wurde die Mühle wieder auf die Herstellung von Tierfutter umgestellt.
Als nach Beginn des Zweiten Weltkriegs Kinder aus London auf das Land evakuiert wurden, fanden einige auch in den Wohnräumen der Mühle Unterkunft. Am 23. Januar 1963 brannte die Mühle von Horstead völlig aus. Obwohl das Feuer innerhalb einer Stunde unter Kontrolle gebracht werden konnte, gelang es nicht, die Mühle zu retten.

### All Saints Kirche

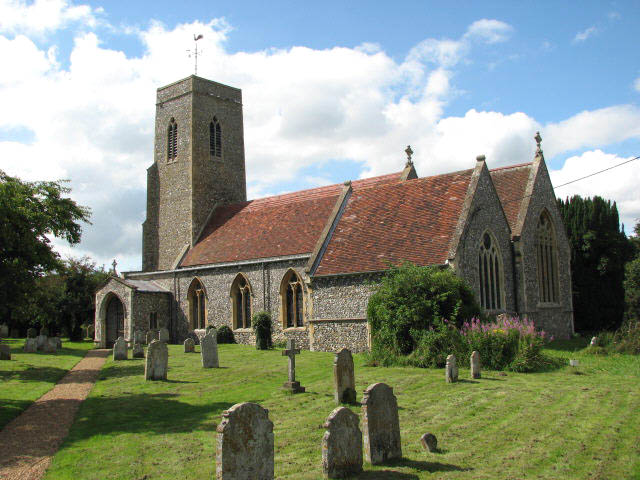
All Saints Kirche

All Saints (Allerheiligen) liegt leicht zurückgesetzt von der Hauptstraße des Orts. Es handelt sich um eine als „sehr hübsch“ bezeichnete kleine Kirche, deren drei unterschiedlich hohe rote Dächer sich unter dem schornsteinartigen Turm aneinanderreihen. Sie liegt inmitten eines attraktiven Friedhofs. Abgesehen vom Turm aus dem 14. Jahrhundert ist die Kirche ein Werk aus dem Jahr 1879.
All Saints besitzt eine der schönsten Sammlungen von Glas aus dem späten 19. und frühen 20. Jahrhundert im Nordosten von Norfolk. Das berühmteste ist das Fenster im Südschiff, das von Edward Burne-Jones entworfen wurde. Eine Gedenkstätte für ehemalige Chormitglieder ist ebenso bemerkenswert wie ein kleines Kruzifix in der Sakristei neben einer erhaltenen Messinginschrift aus dem frühen 17. Jahrhundert. Im Kirchenschiff stehen zwei mächtige Denkmäler aus dem 18. Jahrhundert, die daran erinnern, wie wohlhabend Coltishall und Horstead in jenem Jahrhundert waren.
In der Kirche aufbewahrte Erinnerungsstücke laden zum Gedenken an die Gefallenen des Ersten Weltkriegs ein. Die Familien der jungen Männer, die den Krieg nicht überlebten, erhielten eine Bronzemedaille, auf der Britannia zu sehen ist, die mit einem Löwen kämpft. Die meisten dieser Medaillen gingen im Laufe der Jahre unter. Eines Einwohners von Horstead, der am 4. November 1918, eine Woche vor dem Waffenstillstand, an seiner Verwundung verstarb, wird durch die Ausstellung seiner Medaille in der Kirche gedacht.